# Pierre-Élie Jacquot
Pour les articles homonymes, voir Jacquot.
 (septembre 2020).
Si vous disposez d'ouvrages ou d'articles de référence ou si vous connaissez des sites web de qualité traitant du thème abordé ici, merci de compléter l'article en donnant les références utiles à sa vérifiabilité et en les liant à la section « Notes et références ».
Pierre-Élie Jacquot, né le 16 juin 1902 à Vrécourt (Vosges) et mort le 29 juin 1984 dans la même ville, est général d'armée et résistant français, grand-croix de la Légion d'honneur.

## Biographie

### Famille, enfance et études (1902-1925)
Pierre-Élie Jacquot est le fils d'Alexis Jacquot (1861-1938), lieutenant trésorier de gendarmerie, alors domicilié à Bar-le-Duc (Meuse), et de Marie-Caroline Renaud (1869-1959).
Son père Alexis Nicolas Aimé Jacquot est né le 26 juin 1861 à Morizécourt (Vosges), il habitait à Bulgnéville (Vosges) lors de son mariage en 1887 avec Marie-Caroline Renaud.
Alexis Jacquot voyage beaucoup et pendant cinq ans, Pierre-Élie Jacquot suit son père au gré de ses affectations.
Alexis Jacquot est entré au service comme appelé le 17 novembre 1882. Il fait partie de la liste de recrutement de 1881 à Neufchâteau (Vosges).
Ses affectations successives sont :
- 17 novembre 1882 : 25e régiment d’artillerie, canonnier servant ;
- 1er septembre 1883 : 8e régiment d’artillerie, canonnier servant ;
- 27 septembre 1883 : 8e régiment d’artillerie, brigadier ;
- 22 février 1885 : 8e régiment d’artillerie, maréchal-des-logis ;
- 19 juillet 1886 : compagnie de gendarmerie des Vosges, gendarme à cheval ;
- Il prête serment le 23 septembre 1886 à Épinal (Vosges) ;
- 30 décembre 1892 : compagnie de gendarmerie de Meurthe-et-Moselle, brigadier à cheval ;
- 2 mai 1896 : compagnie de gendarmerie de Meurthe-et-Moselle, maréchal des logis, adjudant ;
- 29 août 1900 : compagnie de gendarmerie de Meuse, sous-lieutenant trésorier ;
- 29 août 1902 : compagnie de gendarmerie de Meuse, lieutenant trésorier ;
- 15 décembre 1902 : compagnie de gendarmerie de Meuse, lieutenant ;
- 31 décembre 1903 : 6e légion de gendarmerie de Meuse, lieutenant ;
- 2 mars 1904 : 20e légion de gendarmerie de Meuse, compagnie de Meurthe-et-Moselle, lieutenant.

En 1906, le lieutenant Alexis Jacquot est en poste à Mirecourt (Vosges). Son fils effectue de 1907 à 1910 ses études primaires à l'école de Mirecourt (10e, 9e et 8e).
Le 11 juillet 1907, le lieutenant de gendarmerie Alexis Jacquot est nommé chevalier de la Légion d'honneur, décoration remise par le général Pau, commandant le 20e corps d’armée à Nancy.
Muté à Saint-Servan (Ille-et-Vilaine) en 1911, le capitaine Alexis Jacquot emmène avec lui sa famille. Pierre-Élie Jacquot continue donc sa scolarité en Bretagne : 
- 1912-1913 : 6e,
- 1915-1916 : 3e,
- 12 juillet 1916 : Certificat d’études secondaires du premier degré,
- 1916-1917 : Seconde D,
- 1917-1918 : Première D,
- 1918-1919 : Terminale (option mathématiques),
- 17 juillet 1919 : Baccalauréat option sciences, langues vivantes & mathématiques (mention passable).

Son père vient de prendre sa retraite en tant que capitaine quand éclate la Première Guerre mondiale. Le capitaine Jacquot est mobilisé le 10 août 1914 pour exercer les fonctions de prévôt du camp retranché à Épinal, sous les ordres du général Burkhardt. Le jeune Pierre-Élie Jacquot reste à Saint-Servan avec sa mère. Il est trop jeune pour prendre part à la Première Guerre mondiale.

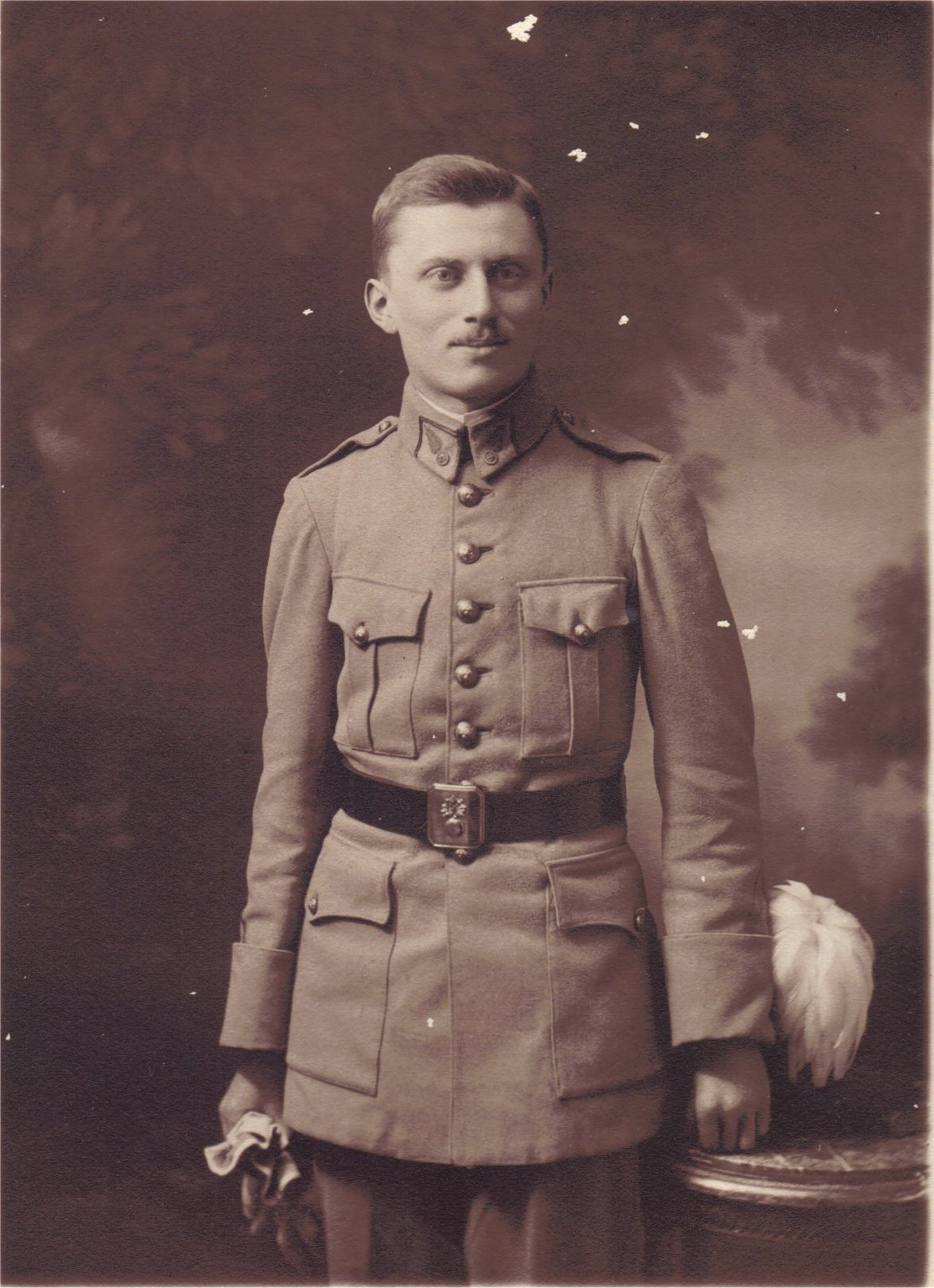
Le sous-lieutenant Jacquot en 1922 à sa sortie de Saint-Cyr.

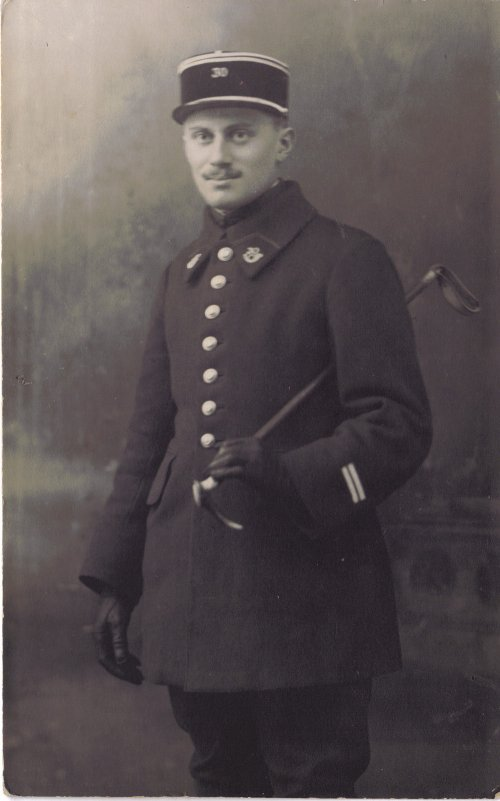
Pierre-Élie Jacquot en 1924, alors lieutenant au 30e bataillon alpin de chasseurs à pied.

En 1920, engagé volontaire à Neufchâteau pour une période de huit ans, Pierre-Élie Jacquot entre à l'École spéciale militaire de Saint-Cyr (Promotion de la Devise du Drapeau) dont il sort deux ans plus tard comme sous-lieutenant. En 1923, il devient alors instructeur adjoint à l’École militaire d’infanterie de Saint-Maixent (114e régiment d’infanterie). D'avril 1923 à janvier 1925, il est affecté au 30e bataillon alpin de chasseurs à pied (BACP). Il est alors en garnison dans les pays rhénans et participe à l'occupation de la Ruhr (Datteln, Herne, Gelsenkirchen, Düren). En octobre 1924, il est promu lieutenant.

### Légion étrangère et guerre du Rif (1925-1929)
Dès janvier 1925, il demande son affectation à la Légion étrangère. Il est d'abord affecté au 1er régiment étranger en Algérie puis il rejoint le 4e régiment étranger d'infanterie au Maroc. Jusqu'en 1929, il participe à plusieurs campagnes dans le Nord-Maroc et le Moyen-Atlas. « Faisant preuve de sang-froid et de courage », il obtient sa première citation en novembre 1925. Le 13 janvier 1926 à Marrakech, le chef de bataillon Henry de Corta remet au lieutenant Jacquot la Croix de guerre des Théâtres d'Opérations Extérieurs.
Il est admis le 23 mars 1929 à l’École supérieure de guerre (ESG). Cette date marque la fin de son engagement au 4e régiment étranger d’infanterie.
La même année, le 26 février 1929 à Vrécourt, il épouse Lucie Mamet (1909-1999), fille de Paul Mamet (1881-1953), chevalier du Mérite agricole, et de Marie-Hélène Roublot (1883-1953). Ils auront deux enfants (Line, née le 18 novembre 1929 et Philippe, né le 1er juillet 1937).

### École supérieure de guerre, École de guerre belge, avant-guerre (1929-1939)

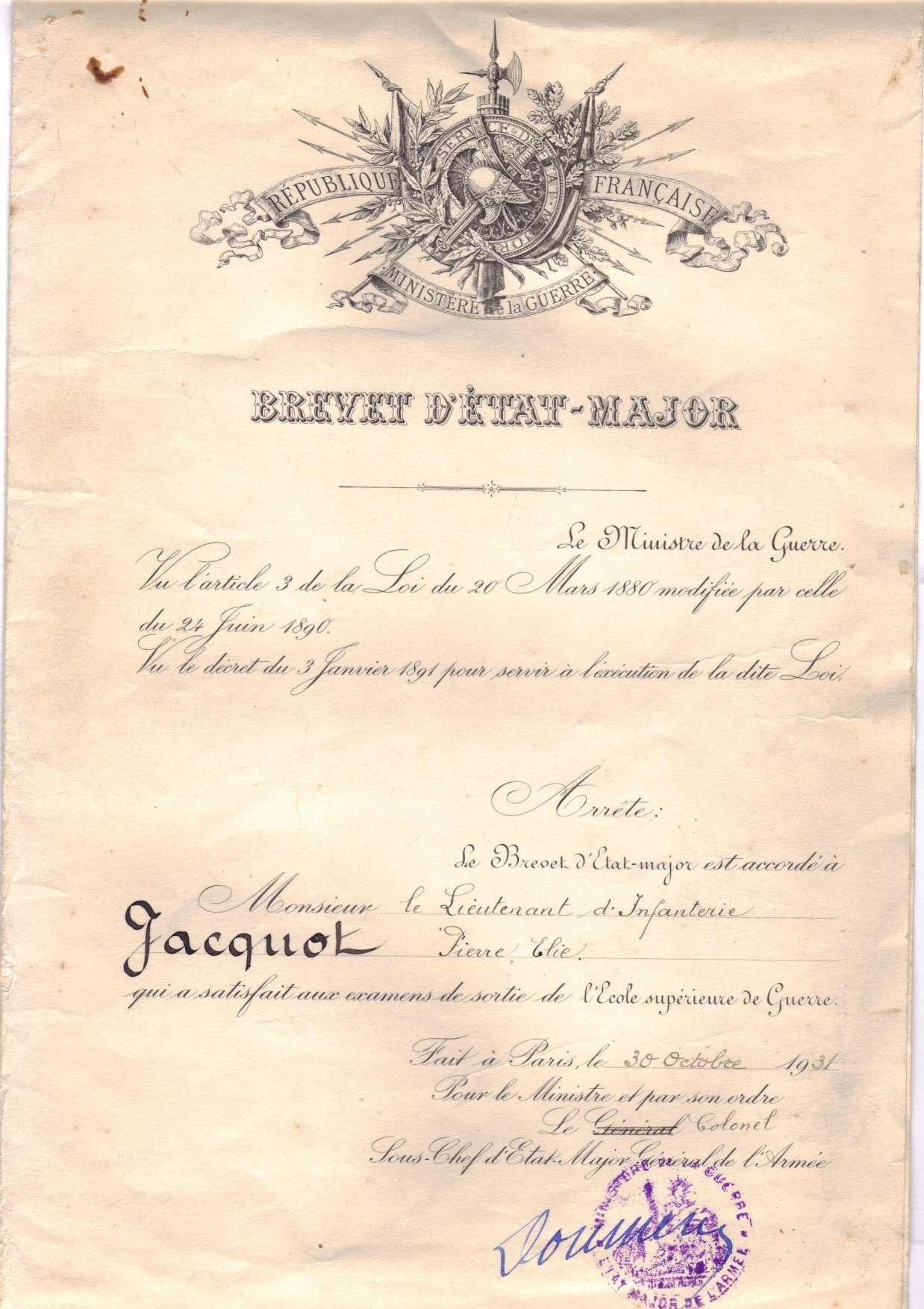
Brevet d'état-major obtenu à l'École supérieure de guerre en 1931.

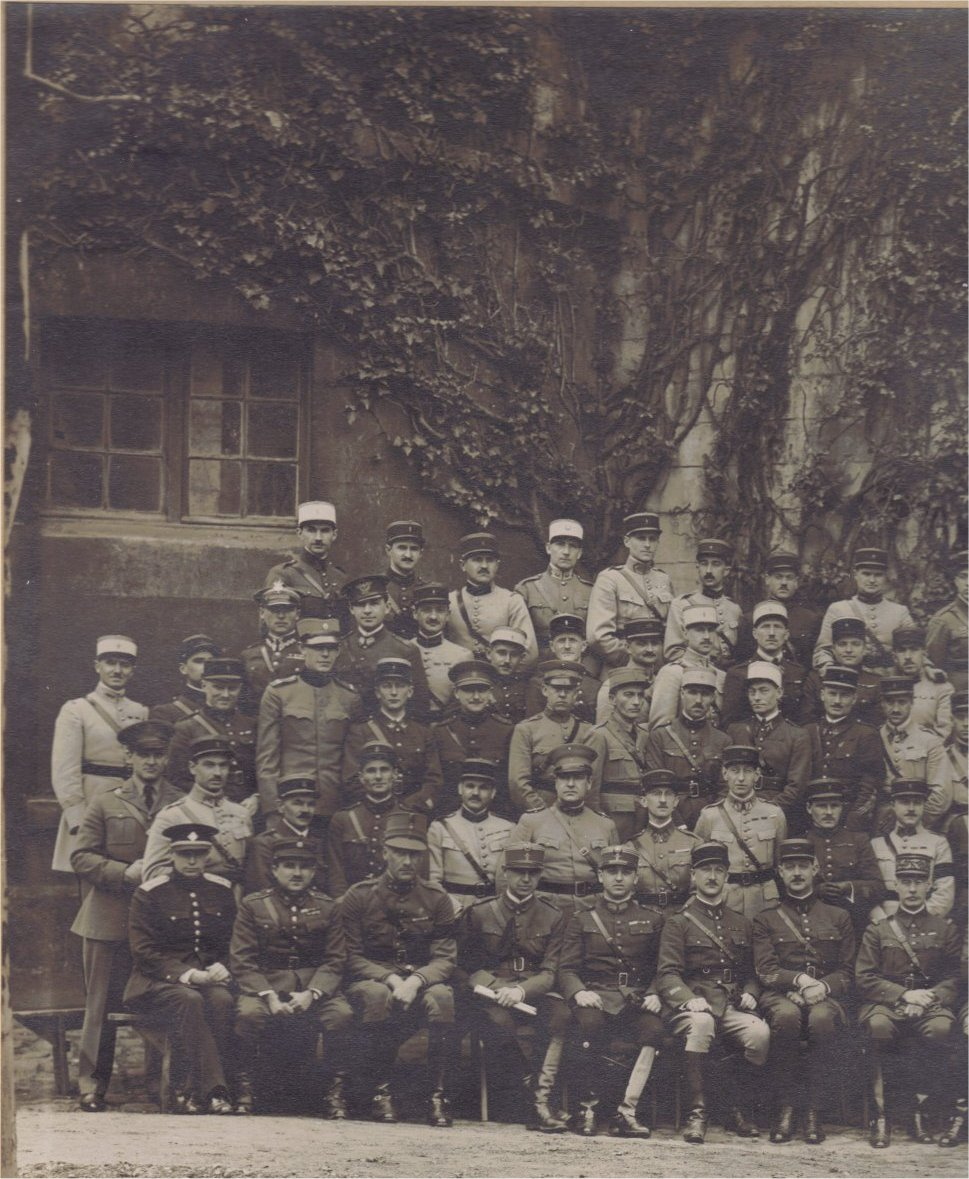
École de guerre belge à Bruxelles en 1931.

Le 23 mars 1929, le lieutenant Jacquot est admis à l’École supérieure de guerre (ESG) et affecté au 46e régiment d'infanterie. Il en sort breveté d'état-major le 30 octobre 1931. Par la suite, il suit les cours de l’École de guerre belge à Bruxelles jusqu'au mois d'août 1933. Il est alors affecté à l’État-major de l’Armée, 2e bureau, sous les ordres du colonel Rivet. À cette occasion, il approche pour la première fois le président du Conseil Édouard Daladier. Le 24 septembre 1933, il est promu capitaine. Il effectue alors son temps de commandement de capitaine au 21e régiment d’infanterie à Chaumont (Haute-Marne). Le 2 décembre 1937, il est élevé à la dignité de chevalier de la Légion d'honneur. Fin 1938, il a la douleur de perdre à Neufchâteau, son père, le capitaine de gendarmerie Alexis Jacquot.

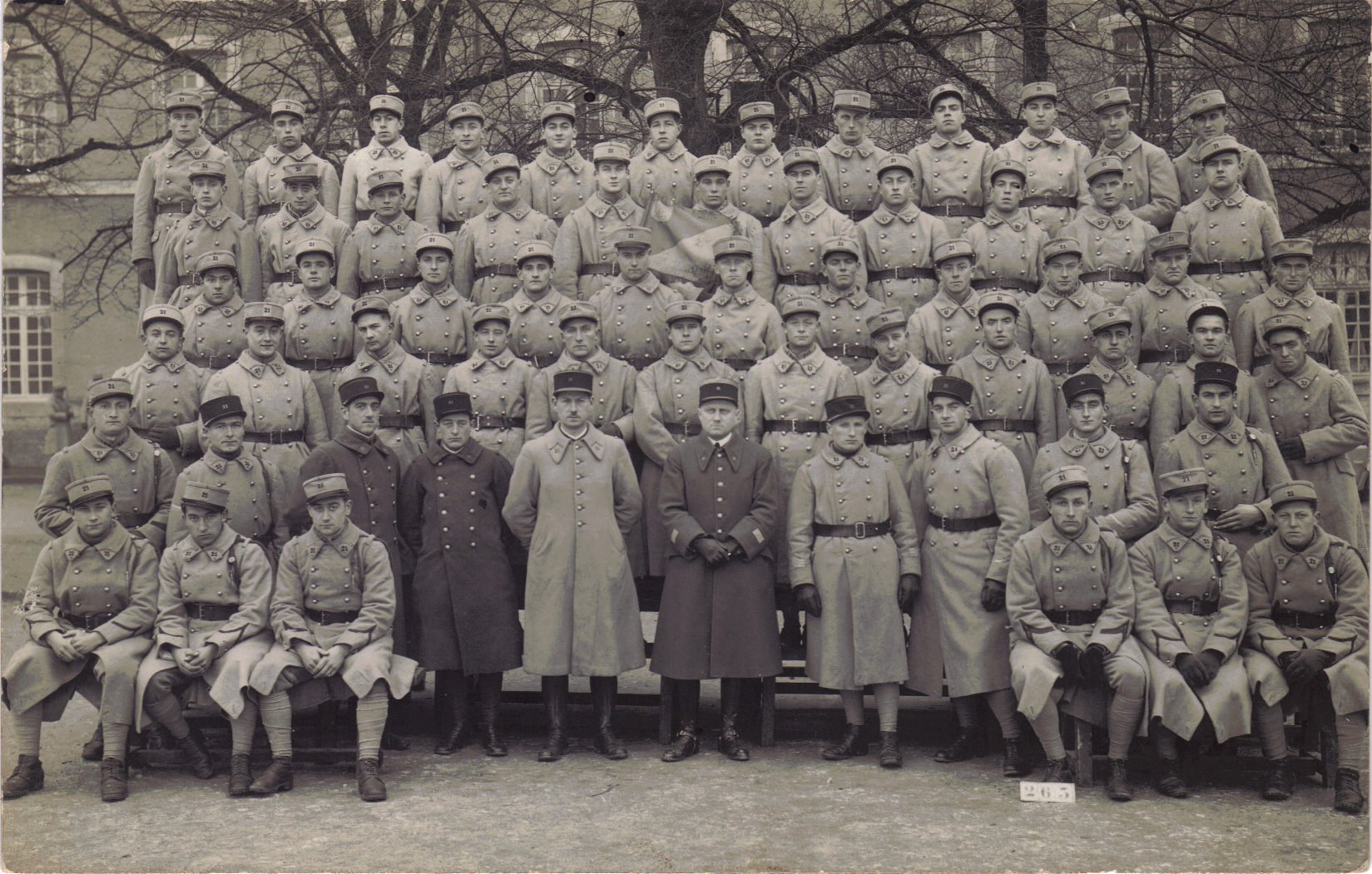
Le capitaine Pierre-Élie Jacquot au d'infanterie à Chaumont en 1936.

À partir d'août 1938, il est placé à la disposition du ministère de la Défense Nationale, 2e bureau, section PR (Lutte contre la Propagande Révolutionnaire dans l'Armée). Il est remplacé en septembre 1939 par le capitaine Bonnet, puis par le commandant Devaux. À la déclaration de guerre en septembre 1939, il rejoint son poste de mobilisation au Grand Quartier général, 3e bureau TOE. Début octobre 1939, à la demande du colonel Revers, chef de cabinet du général Bineau, major général des armées, il reprend au GQG et pour les armées mobilisées, des fonctions analogues à celles qu'il avait exercées en temps de paix du cabinet du ministre. Au printemps 1940, il est remplacé à ce poste par le capitaine de réserve Benaerts.

### Campagne de France (1940)
Le 25 décembre 1939, Pierre-Élie Jacquot est promu commandant (chef de bataillon). Il demande immédiatement à effectuer son temps de commandement dans une unité au front. Il rejoint en avril 1940, le 109e régiment d'infanterie sous les ordres du lieutenant-colonel Marchand, régiment dont il commande le 3e bataillon. Le 3e bataillon du 109e régiment d'infanterie est placé aux avant-postes dans la région de Folschviller, de la cité Jeanne d'Arc, de Carling ou encore Saint-Avold en avant de la ligne Maginot.

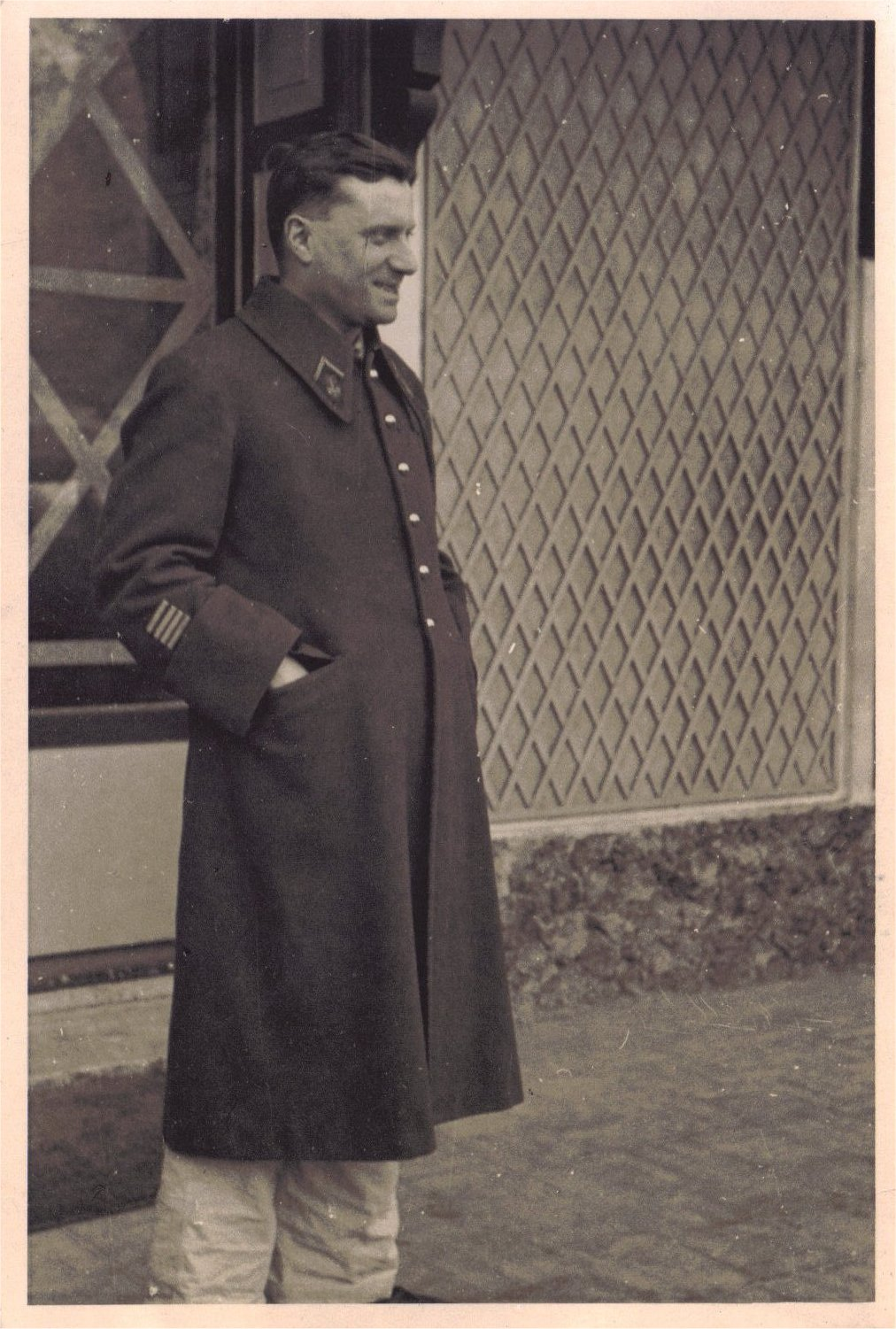
Le commandant (chef de bataillon) Jacquot au printemps 1939.

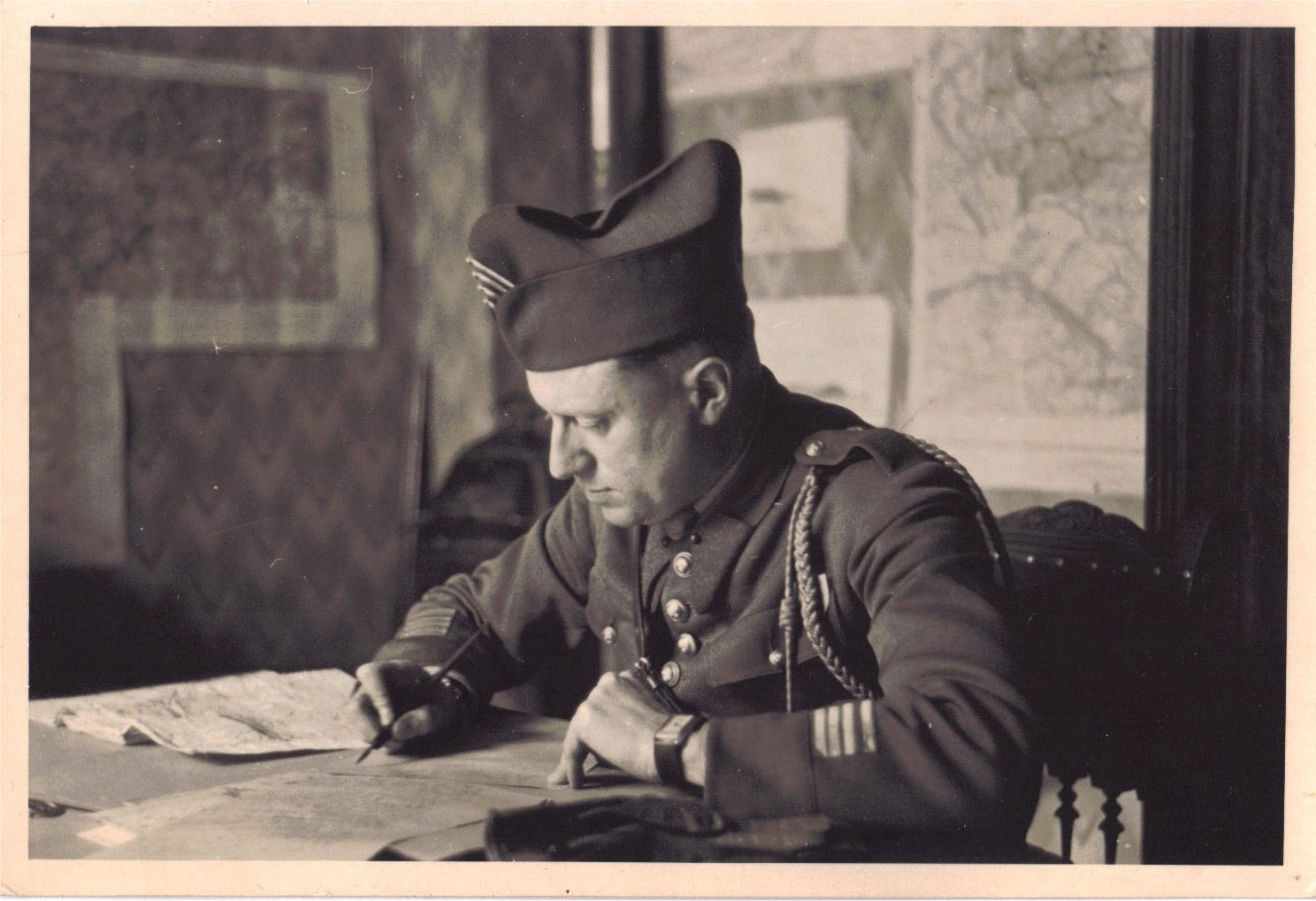
Le commandant Jacquot au printemps 1939.

Dès le 10 mai, lors de l'attaque allemande, il subit de très forts bombardements d'artillerie. Le 14 mai, le chef de bataillon Jacquot est blessé pour la première fois au moulin de Béning.
Le 28 mai 1940, le 3e bataillon reçoit l'ordre de se mettre en mouvement de la Lorraine vers la forêt de Villers-Cotterêts. Le 3 juin, il arrive à Roye (Somme). Le 5 juin, il livre de durs combats à Crapeaumesnil, puis à Roiglise. Le 9 juin 1940, le chef de bataillon Jacquot est de nouveau blessé lors de la défense de l'Oise et de la destruction du pont de Pont-Sainte-Maxence. Après s'être replié sur Senlis, le bataillon entame une longue série de replis successifs, toujours sur ordre, qui vont le mener à Villeparisis, Vert-Galant, La Queue-en-Brie, Mennecy puis le 15 juin à La Ferté-Alais où il embarque pour Orléans. Le 16, le bataillon gagne la région de Jargeau (Loiret) où il se bat pour défendre la Loire. Le 18 au soir, l'ordre de repli sur le Cher arrive. Un long repli sans contact avec l'ennemi commence alors jusqu'au 25 juin 1940, jour où l'armistice entre en vigueur. Le bataillon a alors atteint la Dordogne à Bergerac (Dordogne) où le 109e RI se regroupe et stationne jusqu'au début du mois de juillet 1940. Il fait finalement mouvement vers Châtres où le régiment est dissous le 19 juillet.
Pour son action lors de la campagne de 1940, le 109e régiment d'infanterie en entier est cité à l'ordre de l'Armée par le général Weygand,.
Dès la fin du mois de juin 1940, la femme du commandant Jacquot a quitté, avec ses deux enfants, la zone occupée (Paris puis Vrécourt) pour venir s'installer, en passant par Bordeaux, à Bergerac puis à Brive-la-Gaillarde en zone libre. Par la suite, sa famille s'installe à Aubazines (Corrèze).

### Armée d'armistice, procès de Riom, le général Frère, démobilisation (1941-1942)

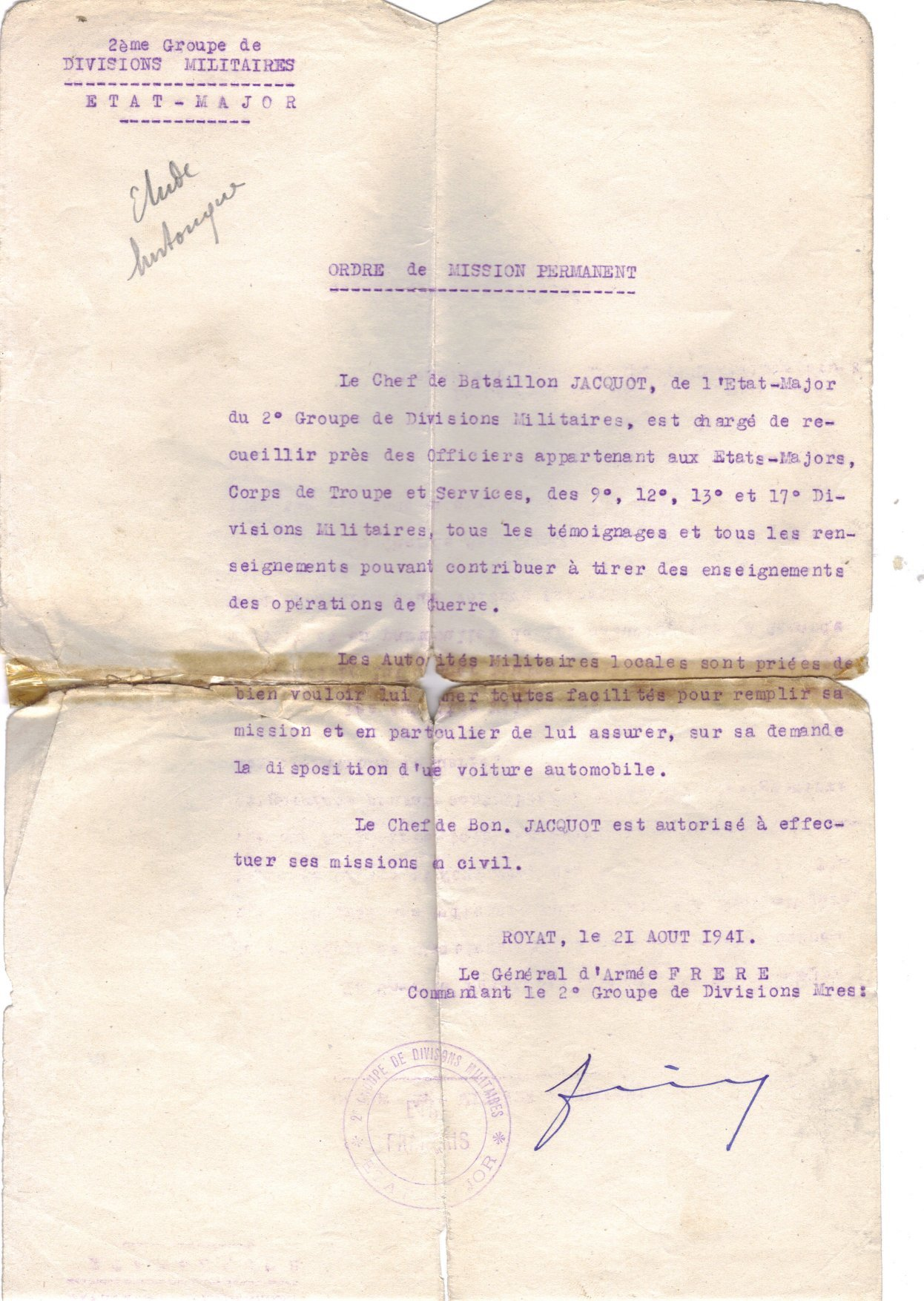
Ordre de mission permanent renouvelé en août 1941 par le général Frère.

Le chef de bataillon Jacquot est alors affecté au 41e régiment d'infanterie en cours de reconstitution à Brive pour faire partie de l'Armée d'armistice (12e division, Arrondissement de Bergerac). Il y est nommé commandant du 3e bataillon. Il reste à ce poste pendant 6 mois jusqu'en janvier 1941. Il est ensuite affecté à l'état-major du 2e groupe de divisions militaires à Royat (Puy-de-Dôme). Le chef d'état-major est alors le colonel Revers.

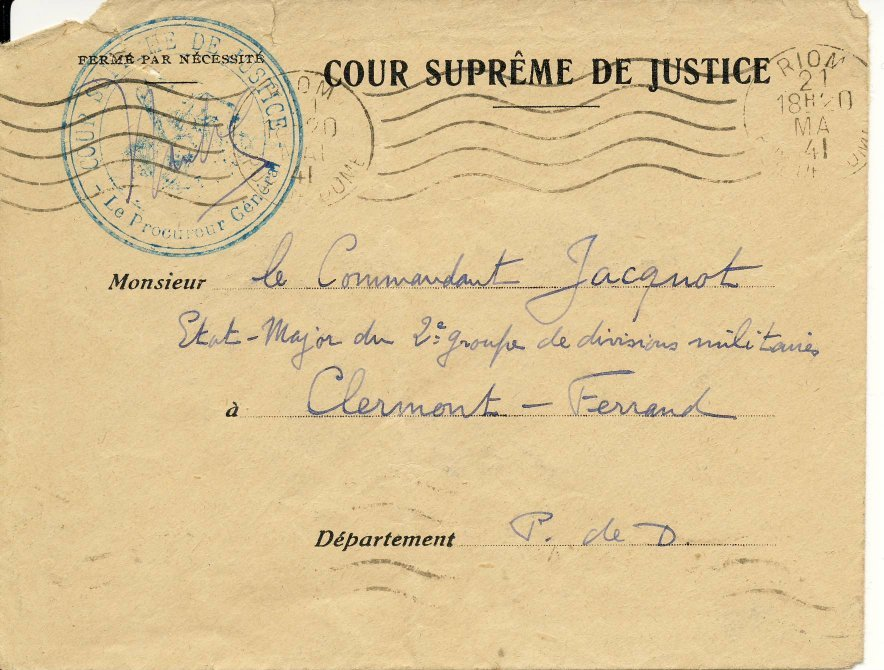
Enveloppe de la convocation au procès de Riom en mai 1941.

En juin 1941, au procès de Riom, il témoigne en faveur du président Daladier. Ce témoignage lui vaudra par la suite le ressentiment du régime de Vichy. Convoqué le 23 avril 1942, il n'a pas la possibilité de témoigner à nouveau. La convocation est annulée à la suite de la suspension des audiences de la cour suprême le 14 avril 1942 pour « supplément d'information ». Le 21 mai 1943, le procès est définitivement interrompu.
De juillet 1941 à septembre 1942, le 2e groupe de divisions militaires est commandé par le général Frère (authentique figure de la Résistance, fondateur de l'Organisation de résistance de l'Armée (ORA) en décembre 1942 après l'invasion de la zone Sud, arrêté par la Gestapo en juin 1943, mort en déportation en juin 1944). Dans cet État-major, le commandant Jacquot « occupe un poste symbolique sinon fictif, lui permettant de poursuivre à Brive la propagande d'où devait sortir la résistance armée corrézienne ». Le général Frère le maintient dans cet « emploi » couvert par un ordre de mission permanent de recherches historiques. « Il effectue pendant 20 mois, à l'intérieur de ce groupe de divisions, de nombreuses missions délicates, coupées de temps à autre par des séjours en Corrèze ». Il continue à voir régulièrement le général Frère à Royat, en particulier en octobre 1942, et pour la dernière fois en mars 1943.
À la démobilisation (congé d'armistice) de l'Armée d'armistice en novembre 1942, il rejoint Brive puis Aubazine. Il rentre dans la clandestinité en décembre 1942.

### Résistance (1942-1944)

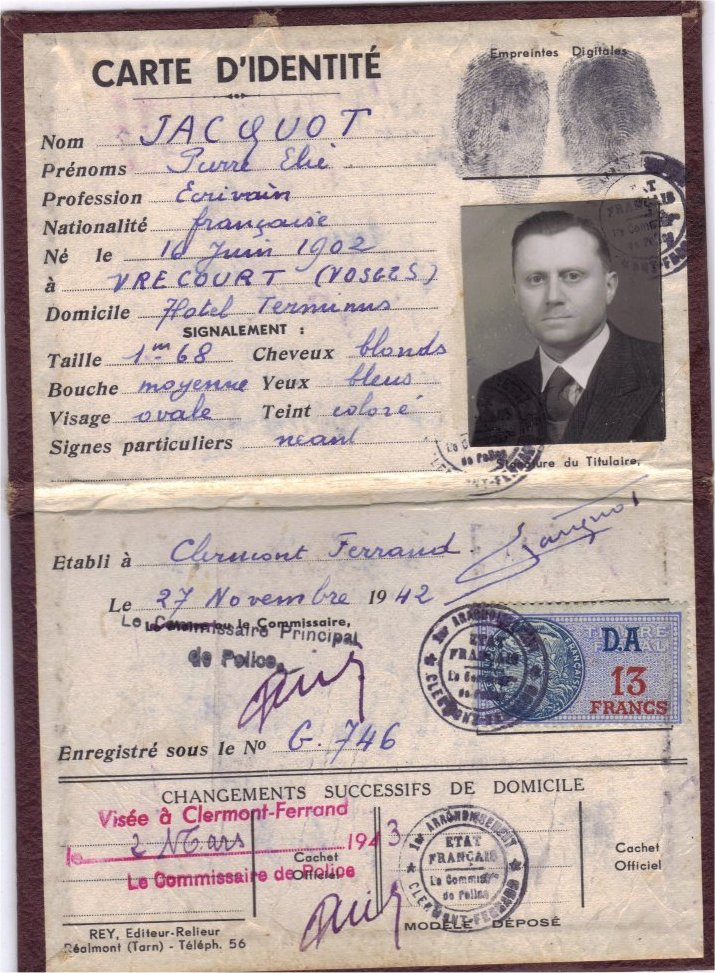
Fausse carte d'identité.

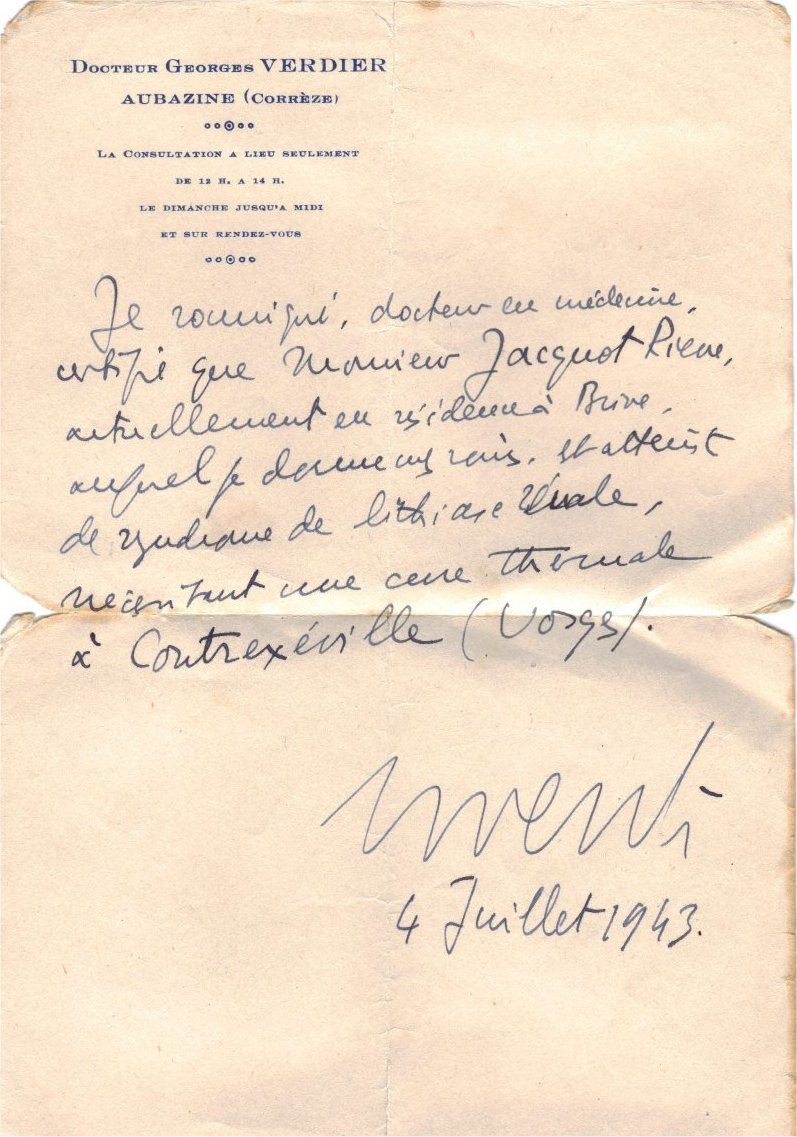
Faux certificat médical.

De décembre 1942 à juin 1943, il participe à l'organisation de la résistance dans les milieux militaires de Corrèze, sous le pseudonyme d'« Édouard ». Officiellement, le 1er mars 1943, il est en congé d’armistice à Brive. Jusqu'en avril 1944, il effectue des missions sur le plan national pour le compte du général Revers, chef de l'Organisation de résistance de l'Armée (ORA). En juillet 1943, il prend contact avec les organisations des Basses Vosges. Pendant cette période, il se déplace avec de faux papiers (carte identité le décrivant comme « écrivain », certificats médicaux, certificat de travail, inscription en faculté, etc.). Le 3 décembre 1943, poursuivi par la Gestapo, il saute en marche du train allant de Brive à Paris et se fracture le poignet droit.

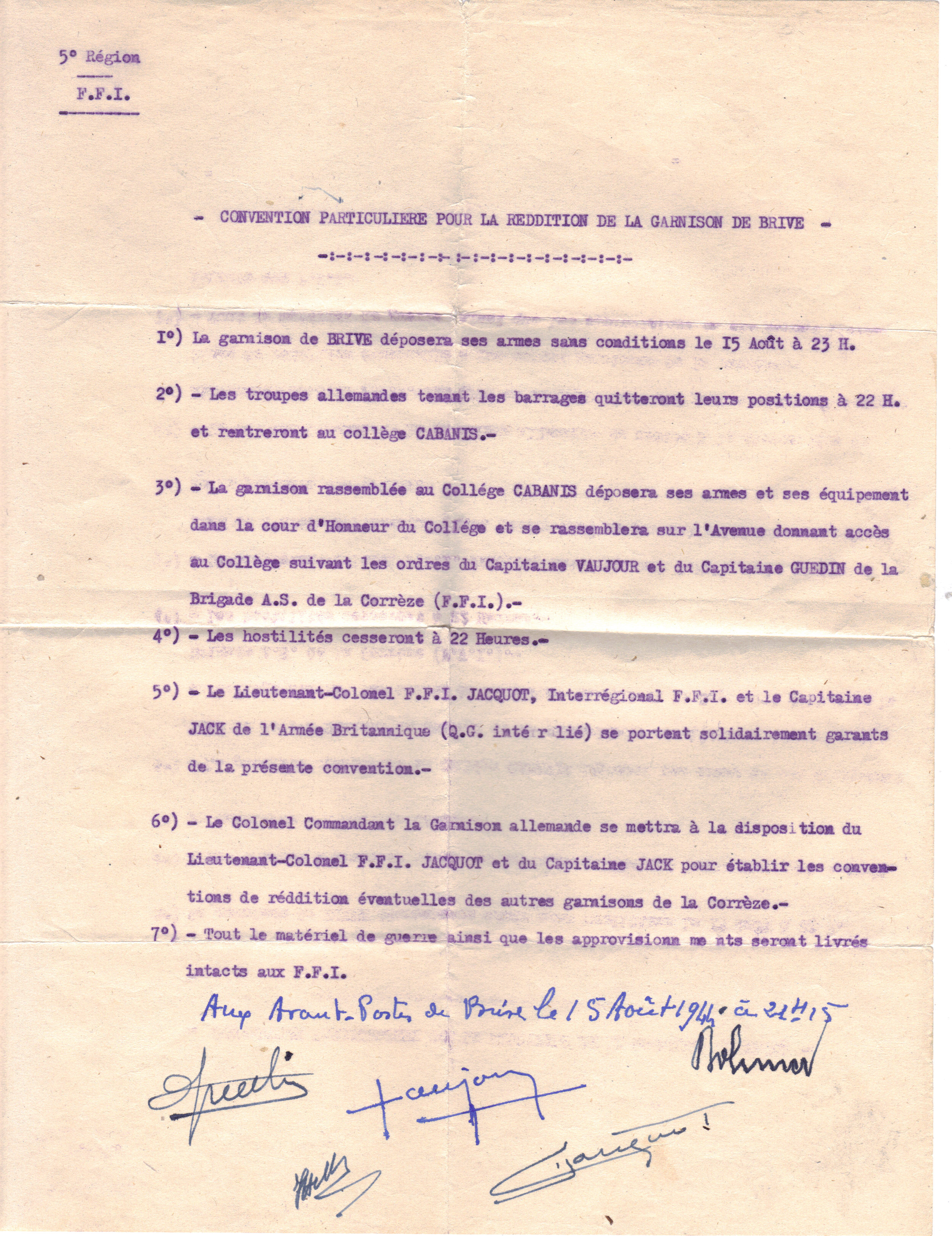
Original de la convention particulière pour la reddition de la garnison de Brive signée le 15 août 1944.

Fin avril 1944, il est renvoyé en Corrèze par le général Revers pour orienter l'action militaire des maquis lors du futur débarquement et essayer d’unifier les différents groupements armés de la Résistance dans le cadre FFI. Il est renversé le 23 mai au cours d’une mission dans la région de Puybrun (Lot) par une camionnette suspecte. Il souffre d'une fracture du col de l’humérus gauche, soigné clandestinement par le docteur Bardon de Brive et par le docteur Blavous dans le maquis.
Après le débarquement du 6 juin 1944 en Normandie, les maquisards multiplient les accrochages et les sabotages ferroviaires. En particulier, ils harcèlent et ralentissent la division SS Das Reich sous le commandement du général Heinz Lammerding qui a reçu, le 8 juin, l'ordre de se regrouper à Montauban et de rejoindre le front de Normandie sur leur passage il seront confronté aux réseaux de résistance notamment celui de Dordogne ou les personnalités sont Roger Ranoux, Édouard Valéry, Yves Péron, Jacques Chapou, Roger Lescure et le Maquis du Limousin avec le grand résistant communiste Georges Guingouin cette division blindés SS va semer l'horreur Massacre de Tulle puis Massacre d'Oradour-sur-Glane près de Limoges par le commandant Adolf Diekmann.
Le lieutenant-colonel Jacquot est choisi début juillet 1944 par le colonel Berger (André Malraux) pour être son conseiller militaire en tant que chef d'État-major de la mission interrégionale FFI de Corrèze-Dordogne-Lot en cours de constitution. Après l'arrestation du colonel Berger le 24 juillet 1944 à Gramat, il devient commandant par intérim de la mission interrégionale FFI Corrèze-Dordogne-Lot, et ce, jusqu'au 24 août 1944. Il continue son travail de conseil, conciliation et préparation pour les différents groupements armés de la résistance de Corrèze, du Lot et de la Dordogne. Il participe aussi aux opérations dans la région du château d’Urval (Dordogne), du pont de Meyronne (Lot) et de Brive. Il sera cité à l’ordre du Régiment à la suite d’un coup de main sur Brive le 13 août.
Il signe les capitulations de Brive (15 août 1944) avec Jacques Poirier (SOE) pour les Alliés et puis Tulle (17 août 1944) en tant que lieutenant-colonel FFI,.

### Brigade indépendante Alsace-Lorraine (1944-1945)

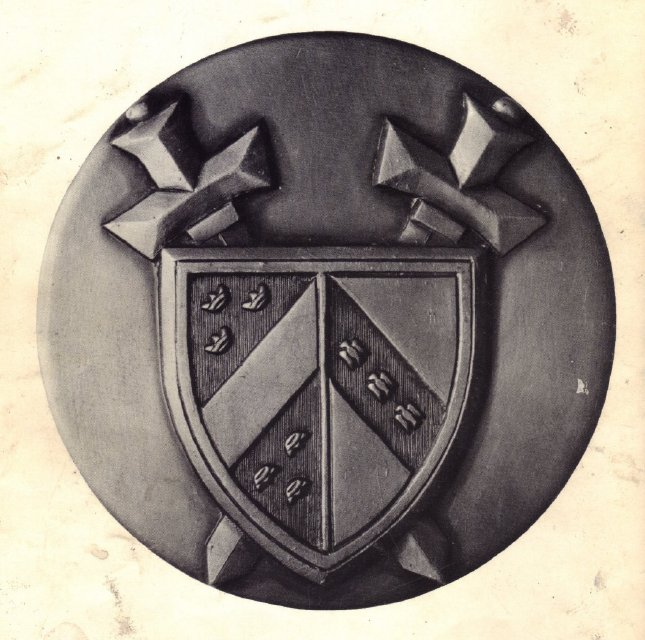
Blason de la brigade Alsace-Lorraine.

Fin août 1944, l'ensemble du sud de la France est libéré. Depuis plusieurs années (25 août 1942), les jeunes Alsaciens-Mosellans se réfugient dans la zone libre pour échapper à l'incorporation de force dans l'Armée allemande. L'instauration du Service du travail obligatoire en Allemagne (STO du 16 février 1943) contribue largement à grossir les effectifs. Dès janvier 1943, un premier projet d'association est étudié, en particulier par l’abbé Pierre Bockel, Marcel Kibler (commandant Marceau), Paul Dungler (commandant Martial) et Bernard Metz. Ce projet est ensuite soumis au colonel Guy d'Ornant (commandant Marchal, délégué du général Georges Revers, chef de l'Organisation de résistance de l'Armée), au colonel Marius (général Pfister) et au colonel Henry (général Zeller). Les groupes clandestins, formés dans le cadre du réseau FFC Martial, sont appelés Groupe mobile d'Alsace (GMA) Sud. Le 1er mai 1944, l'État-major de la résistance alsacienne devient l'État-major FFI d'Alsace. Fin août, les bataillons Alsaciens-Lorrains participent activement aux combats (Dordogne, Périgueux, Angoulême, Gers, Lot et Corrèze).
Mais il n'y a pour ces unités ni chef unique, ni armement suffisant, ni carburant, pour les acheminer vers l'est où l'armée française du général de Lattre de Tassigny ne va pas manquer d'arriver. Contacté, le lieutenant-colonel Jacquot, originaire des Vosges, offre alors d'aider par tous les moyens en son pouvoir la réalisation de l'entreprise. Le 19 août 1944, une fois libéré de la prison de Toulouse, le colonel Berger (André Malraux) prend le relais. Il connaît et estime beaucoup Antoine Diener-Ancel pour l'avoir connu en Dordogne. André Chamson propose de joindre le général de Lattre de Tassigny pour le mettre au courant du projet et lui demander son appui. Le 5 septembre 1944 à Toulouse, le colonel Pfister (adjoint du général Maurice Chevance, Bertin, chef des FFI de la zone Sud) signe l'ordre nommant le colonel Berger au commandement de la brigade Alsace-Lorraine. Le colonel Jacquot est alors nommé commandant en second. L'ordre de mission reconnait le caractère autonome de l'unité. Les véhicules mis à la disposition par le général de Lattre de Tassigny chargent à Montauban le bataillon formé des maquis de la région toulousaine. Le même jour, la bataillon Ancel quitte la Dordogne. Les deux bataillons se rejoignent au pont de Cornil, entre Brive et Tulle.

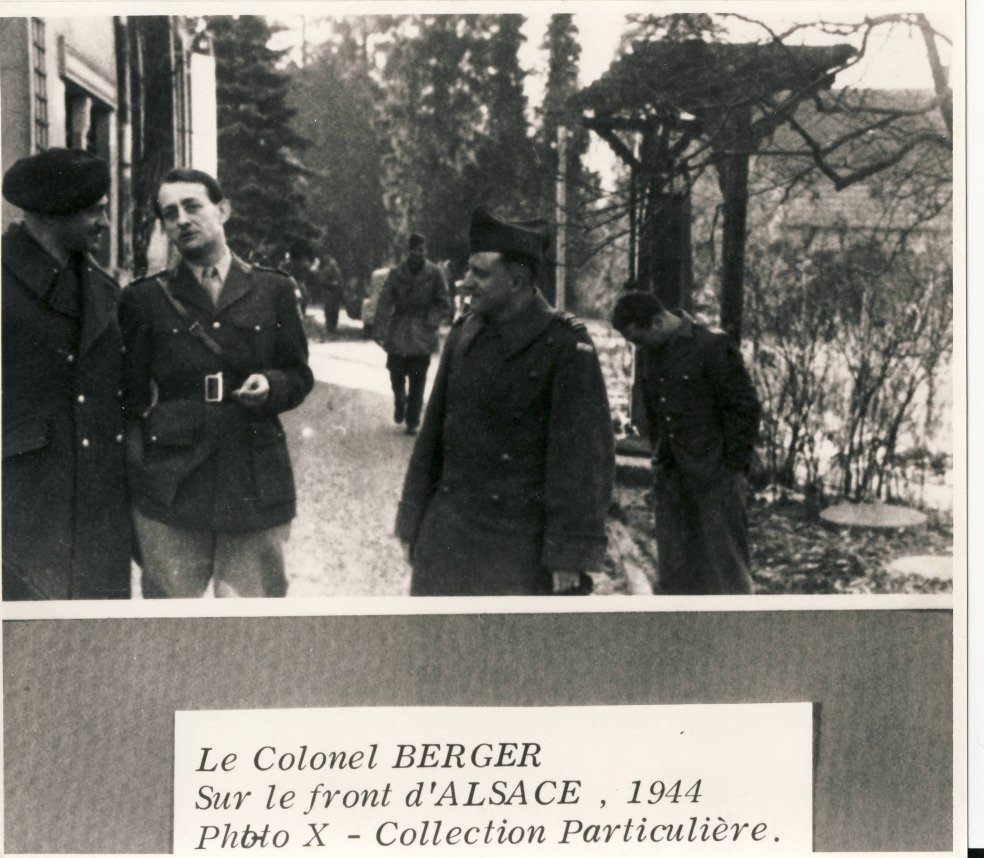
Photo prise sur le front d'Alsace en 1944 avec le colonel Berger (André Malraux).

Le capitaine Dopff, les lieutenants Holl, Jessel et Landwerlin prennent contact avec le colonel Berger à Dijon les 9 et 10 septembre. Ils rejoignent la brigade avec les effectifs regroupés en Savoie, à Annecy et Chambéry. Le 11 septembre, André Malraux rédige à l'hôtel de la Cloche à Dijon, le projet d'acte d'intégration de la brigade Alsace-Lorraine dans la 1re armée française (Armée B),.
Lors des premiers combats dans les Vosges, la brigade prend son visage définitif :
- commandant : le colonel Berger nommé en date du 5 septembre 1944,
- commandant en second : le lieutenant-colonel FFI Jacquot,
- un État-major dirigé par le commandant Brandstetter (Schatzi),
- bataillon Strasbourg venu de Dordogne, Corrèze, Haute-Vienne (Périgueux, commandant Diener-Ancel)[28],
- bataillon Metz venu de Toulouse, Gers, Lot, Lot-et-Garonne (Montauban, commandant Pleis)[29],
- bataillon Mulhouse venu de Savoie, Haute-Savoie, Haute-Saône et Belfort (commandant Dopff).

« L'engagement immédiat des unités de la brigade est indispensable, quels que soient les sacrifices qu'il comporte, et malgré le mauvais état de l'équipement et de l'armement, d'un double point de vue moral et technique. Sur le plan technique, il faut savoir exactement ce que donnera sous le feu de l'artillerie et dans une situation statique, une troupe uniquement entraînée à la guérilla et en particulier à tendre des embuscades. Du point de vue moral, et c'est de loin le plus important, il est indispensable de montrer à l'armée régulière que les unités FFI de la Résistance constituent une force réelle, ayant droit de cité, et qu'elles sont capables de remplir les missions adaptées à leur structure avec un esprit de sacrifice d'autant plus remarquable qu'elles sont démunies de tout. C'est dans cet esprit qu'il est demandé le 23 septembre au général Valluy, chef d'état-major de la 1re armée française, de prendre le contact avec la 1re DB en vue d'engager pour des opérations de détail, un ou deux bataillons de la brigade. Le 24 septembre, le général Touzet du Vigier, commandant la 1re DB , décide de mettre, dans un délai assez court, un bataillon à la disposition du CC1 pour une opération de nettoyage. Le 26 septembre, un groupement tactique est constitué sous les ordres du lieutenant-colonel Jacquot. Il comprend le bataillon Verdun et un bataillon de marche constitué par les compagnies Corrèze et Iéna. L'ensemble est poussé à Froideconche. Le lieutenant-colonel Jacquot prend contact à 21 heures avec le général Sudre, commandant le CC1 à Raddon »,,.

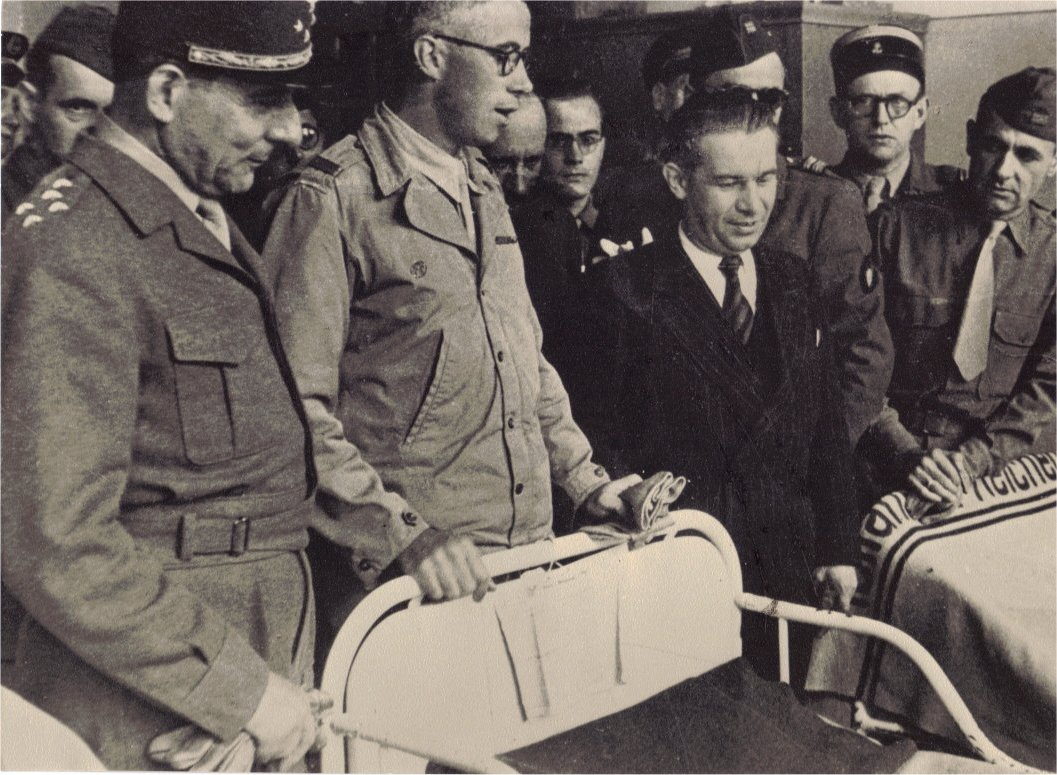
Le 11 octobre 1944, le lieutenant-colonel Pierre-Élie Jacquot est fait officier de la Légion d'honneur par le général de Lattre de Tassigny à l’hôpital de Luxeuil.

L'engagement militaire de la brigade dure jusqu'à la fin du mois de février 1945. Pendant 5 mois, la brigade est engagée successivement:
- dans le secteur de Corravillers-Château-Lambert, en direction de Le Thillot, du 27 septembre 1944 au 7 octobre 1944 (Bois-le-Prince, Hauts de la Parère). Le lieutenant-colonel Jacquot est blessé 3 fois pendant ces combats, la dernière fois grièvement. Le 30 septembre, il est blessé par un éclat de minen au mollet droit[33]. Le 4 octobre, il est de nouveau blessé par un éclat de minen au coude droit. Enfin, le 7 octobre, il est blessé par une balle qui le touche à l'épaule droite pour ressortir par l'épaule gauche. Le 11 octobre 1944, il est décoré par le général de Lattre de Tassigny, accompagné des généraux de Monsabert et Vernejoul, à l’hôpital de Luxeuil. Il est fait officier de la Légion d'honneur[34].
- le 13 octobre, la brigade s'installe à Remiremont. Il est convenu avec le général de Lattre de Tassigny que la brigade reste à Remiremont jusqu'à la fin du mois.
- du 15 au 18 octobre 1944 à Ramonchamp.

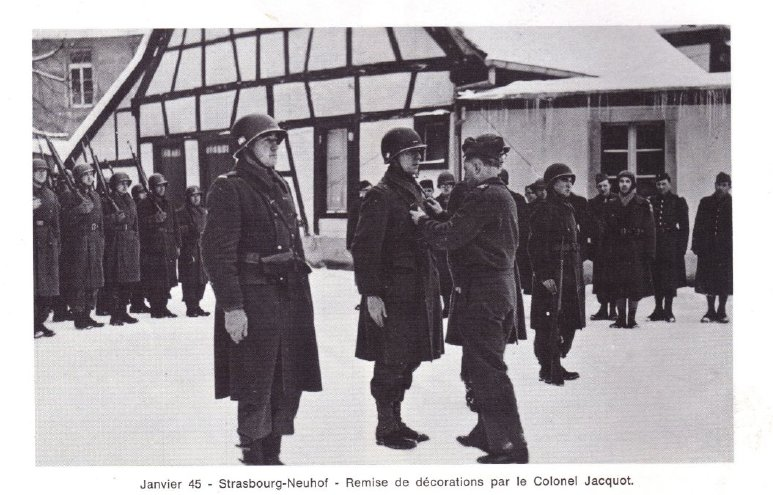
Remise de décorations par le lieutenant-colonel Jacquot en janvier 1945.

- le 19 octobre, le lieutenant-colonel Jacquot part en convalescence à Vrécourt.
- du 21 novembre au 28 novembre, combats dans la région de Seppois, Altkirch, Ballersdorf et enfin Dannemarie avec la 5e DB du général Vernejoul[35].
- le 23 novembre 1944, la 2e DB du général Leclerc libère Strasbourg.
- le 5 décembre 1944, après avoir contourné les Vosges, la brigade arrive à Strasbourg.
- le 16 décembre 1944, le maréchal Von Rundstedt lance la contre-offensive allemande des Ardennes. 10 jours plus tard, le général Eisenhower décide d'abandonner Strasbourg pour raccourcir le front de défense des alliés. S'opposant au Commandant Suprême des Forces Alliées, le général de Gaulle et le général de Lattre de Tassigny décident de conserver Strasbourg avec un dispositif militaire purement français. Du 26 décembre 1944 au 11 février 1945, la brigade défend Strasbourg, en particulier lors de l'attaque allemande du 7 janvier 1945 au sud de Strasbourg, au pont de Kraft et à Gerstheim[36]. Pour sa participation à la défense de Strasbourg, le lieutenant-colonel Jacquot est cité à l'ordre de l'Armée[37].

Le 5 avril 1945, sa mission étant terminée, la brigade Alsace-Lorraine est dissoute. Nombreux sont les volontaires qui continuent cependant le combat dans le cadre de la 1re armée française.

### 1rearmée française et après-guerre (1945-1954)

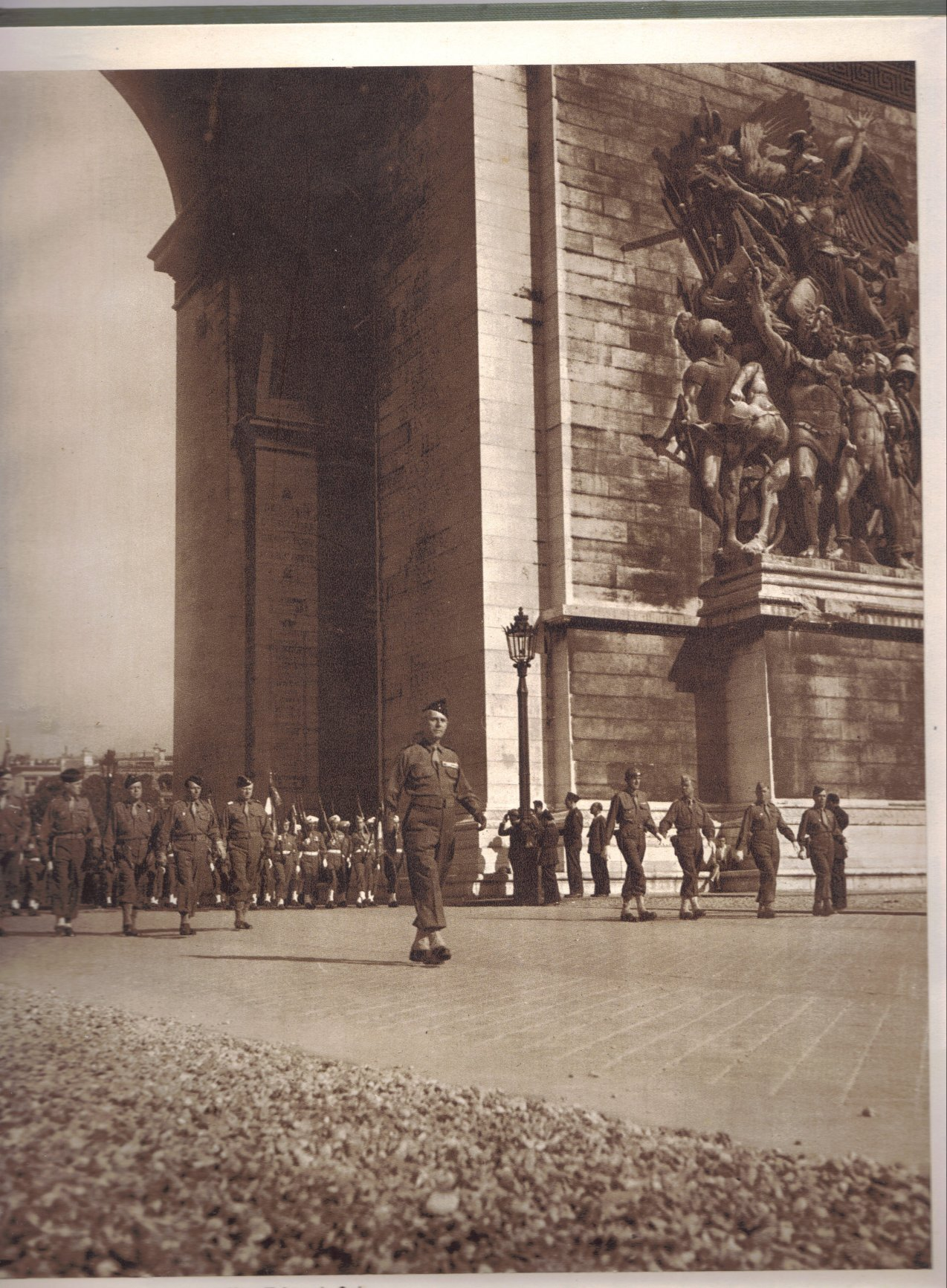
La 14e division d'infanterie passe sous l'Arc de triomphe lors du défilé du 18 juin 1945.

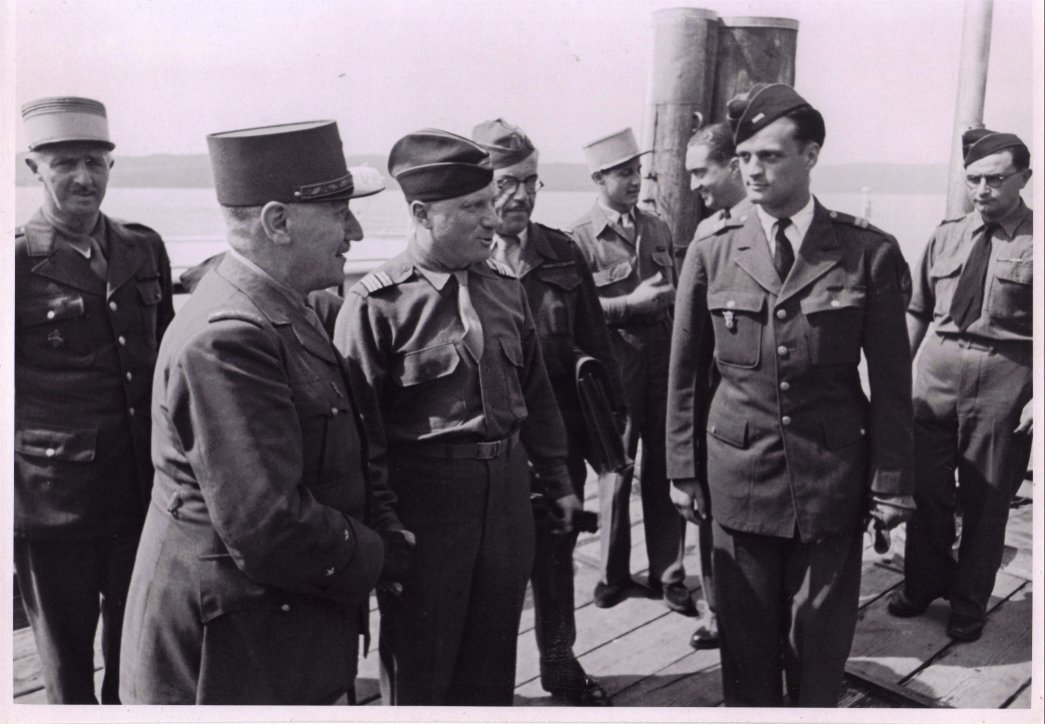
Pierre-Élie Jacquot au lac de Constance en 1945.

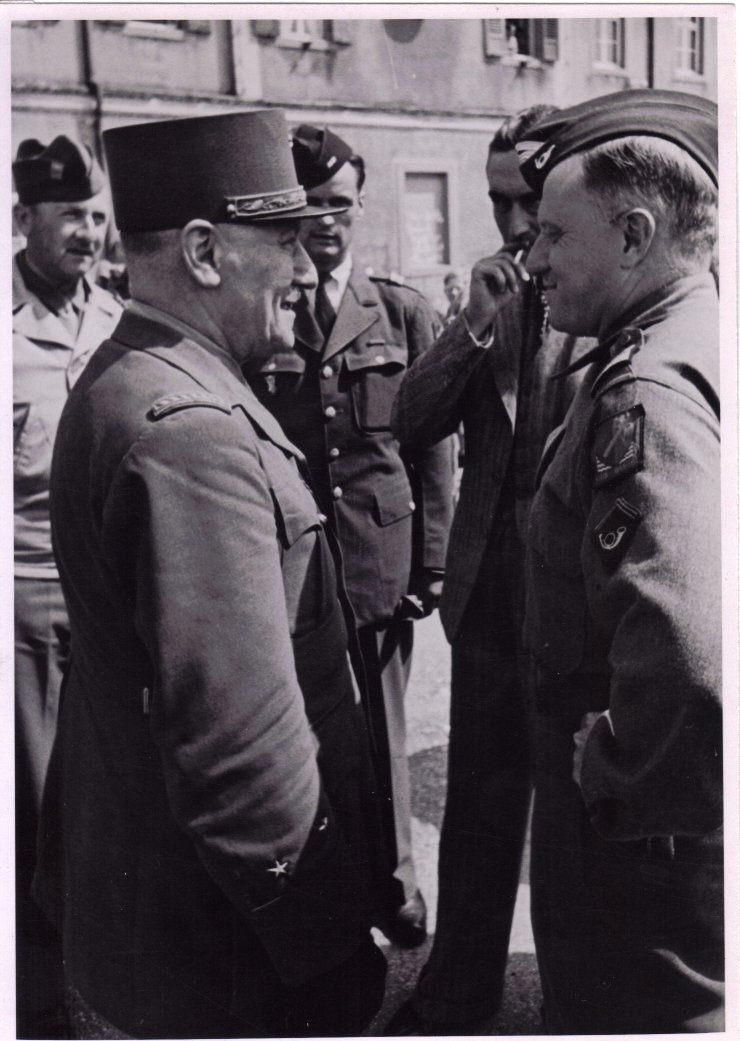
Pierre-Élie Jacquot au lac de Constance en 1945.

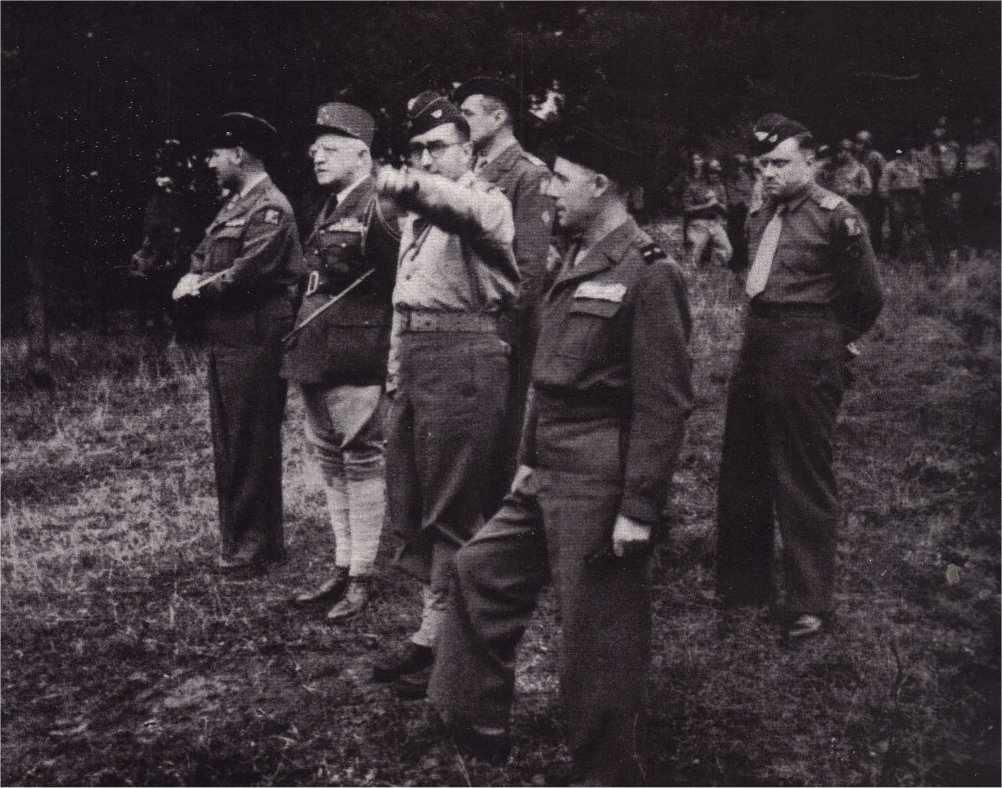
Le colonel Jacquot avec les généraux Salan et de Monsabert.

Sous les ordres du lieutenant-colonel Jacquot, les anciens volontaires de la brigade Alsace-Lorraine constituent la 3e demi-brigade de chasseurs à pied, intégrée à la 14e division d'infanterie (en particulier le 31e bataillon). Cette division est commandée par le général Salan. Environ 500 volontaires sur 1 350 demandent à bénéficier de la clause spéciale de libération,. La 3e DB entre en Allemagne. Elle atteint le lac de Constance quand la guerre se termine. Lorsque les troupes françaises entrent en Allemagne, les unités combattantes prennent les premières mesures d'administration et de police. Peu après, les détachements de Gouvernement militaire, chargés d'administrer les territoires occupés et gérés par la France, sont mis en place. Le colonel Jacquot commande les détachements de Stockach et d'Überlingen. En particulier, il doit administrer le camp de concentration de Goldbach à Überlingen.
Au début de l'année 1945, le lieutenant-colonel FFI Pierre-Élie Jacquot est promu lieutenant-colonel à titre définitif, avec date d'effet en septembre 1942. Il est promu colonel dès le début du mois de mai 1945 sur proposition du colonel André Malraux, proposition appuyée par les généraux de Lattre de Tassigny et Valluy.
Le 7 mai 1945, le colonel Jacquot est chargé par le général de Lattre de Tassigny, commandant la 1re armée française, de conduire à Paris le président Édouard Daladier à son retour de captivité en Allemagne.
Le 18 juin 1945, la 14e division d'infanterie participe au défilé de la victoire sur les Champs-Élysées, derrière son commandant le général Salan.
Le 22 décembre 1945, il est muté à l’État-major du général d’armée inspecteur général de l’armée, chef d’état-major général de l’armée.
En avril 1946, la médaille de la Résistance lui est décernée.
Le 19 juin 1946, il est promu colonel à titre définitif, avec date d'effet au 25 septembre 1944. Le 20 août 1946, il est promu général de brigade.
Le 8 mai 1947, en l’absence du colonel Piatte, le général Jacquot exerce les fonctions de sous-chef de l’État-major de l’Armée pour 2e et 3e bureaux.
Le 12 avril 1947, il est promu commandeur de la Légion d'honneur.
Le 1er août 1947, Pierre-Élie Jacquot est nommé sous-chef de l’État-major de l’Armée en remplacement du colonel Piatte.
Le général Jacquot est nommé membre titulaire du Conseil supérieur de la guerre pour 1949.
Le 20 février 1950, il est promu général de division.
Du 1er avril au 19 mai 1951, il est major général de l’Armée de terre en remplacement du général Coudraux.
Du 20 mai 1951 à juillet 1954, Pierre-Élie Jacquot forme puis commande la 8e division d'infanterie à Paris.
Le 10 juillet 1954, il est mis à la disposition du général d’armée, chef d’état-major général des forces armées. Il est remplacé à ce poste par le général de brigade Vezinet. Le même jour, il est mis à la disposition du général d’armée, commissaire général de France et commandant en chef des forces terrestres, navales et aériennes en Indochine.

### Guerre d'Indochine (1954-1956)
De juillet 1954 à octobre 1954, le général Jacquot est chargé de mission auprès du général Ély, commissaire général de France en Indochine et commandant en chef en Indochine.
Du 14 octobre 1954 à juillet 1955, il remplace le général Salan comme adjoint militaire du général Ély en Indochine. Il est inspecteur général des Forces Terrestres en Extrême Orient.
Le 11 novembre 1954, il est élevé à la dignité de grand officier de la Légion d'honneur.
Le 1er décembre 1954, il est promu général de corps d’armée.
Début 1955, par délégation, il exerce les fonctions de général commandant en chef des forces terrestres, navales et aérienne en Indochine.
À partir du 2 juin 1955, date du départ du général Ély, il devient, par intérim, commandant en chef les forces terrestres, navales et aérienne en Indochine et commissaire général de France. Il assume cette dernière fonction jusqu’en juillet 1955. Il est remplacé par Henri Hoppenot.
Le 31 octobre 1955, il est désigné par le président René Coty comme membre du Conseil supérieur des forces armées pour l’année 1955.
Le 11 janvier 1956, il est confirmé comme commandant en chef en Indochine.
En avril 1956, les forces françaises quittent l'Indochine. Le corps expéditionnaire français est dissous. Le général Jacquot arrive le 17 mai à Marseille à bord du navire SS Cambodge (en) avec le dernier détachement du corps expéditionnaire comprenant le drapeau du 1er régiment de chasseurs à cheval, régiment auquel appartenait le lieutenant Bernard de Lattre de Tassigny.
Le général Jacquot conserve le titre de commandant en chef en Indochine jusqu’au 31 août 1956.
Le 8 juin 1956, pour son action en Indochine, il est cité à l'ordre de l'Armée.

### Commandant des forces françaises en Allemagne (1956-1959)
Le 1er septembre 1956, le général Jacquot est nommé Commandant en chef des forces françaises en Allemagne par le président de la République Coty.
Le 1er février 1957, il est promu général d’armée.
Le 28 mars 1958, sa mère décède à Baden-Baden en Allemagne.

### Inspecteur général de l’Armée de terre (1959-1961)
Le 16 octobre 1959, le général Jacquot est nommé inspecteur général de l’Armée de terre par le président Charles de Gaulle. Il exerce cette fonction jusqu'au mois de février 1961.

### Commandant en chef des Forces alliées en Centre-Europe (1961-1963)
Le 1er mars 1961, le général Jacquot est nommé Commandant en Chef Centre-Europe (CINCCENT) et prend le commandement des Forces alliées en Centre-Europe (AFCENT) de l'OTAN. Il remplace à ce poste le général Maurice Challe,.
Fin 1960, il a eu la joie de marier sa fille avec la capitaine Léon George (1924-2009), officier qu'il a connu en Indochine. L'année 1961 ne commence pas sous les mêmes bons auspices. En avril 1961, le 18e régiment de chasseurs parachutistes (18e RCP) où sert son fils le lieutenant Philippe Jacquot, sorti major de sa promotion de Saint-Cyr, participe au putsch des généraux à Alger. Interné après l'échec du putsch, le lieutenant Jacquot est finalement muté au 21e régiment d'infanterie, toujours en Algérie, à Oran à partir d'août 1961. Le régiment participe au maintien de l'ordre dans la ville à l'époque des attentats de l'OAS.
Le 21 juillet 1961, le général Jacquot est élevé à la dignité de grand-croix de la Légion d'honneur par le général de Gaulle.
En décembre 1961, il a la joie d'être pour la première fois grand-père.
Le destin frappe durement en février 1962. Le 14 février 1962, le lieutenant Philippe Jacquot est tué au champ d'honneur, à la tête de sa compagnie, dans la ville nouvelle d'Oran.
« Le 14 février 1962, des coups de feu furent tirés dans une maison de la ville nouvelle d'Oran. L'un atteignit un chef de section de la 4e compagnie, le sous-lieutenant Dupouy. Le lieutenant Jacquot le fit évacuer et s'engagea dans l'escalier au pied duquel avait été blessé cet officier, après avoir donné l'ordre à l'adjudant-chef Chaillot et au sergent Bernard de couvrir son mouvement. Il atteignit la porte entr'ouverte de l'appartement dans lequel s'était réfugié le terroriste. Celui-ci, plaqué contre un mur, fit feu dès qu'il l'aperçut. Le lieutenant Jacquot porta la main à son côté droit. Blessé grièvement au foie, il décède à la suite d'une hémorragie interne vers 12 h 30 avant de pouvoir être opéré ».

Le lieutenant Jacquot est fait chevalier de la Légion d'honneur à titre posthume le 6 juin 1962. Ses obsèques sont célébrées à Oran le 15 février 1962 et le 14 mars 1962, il est inhumé dans son village natal de Vrécourt.

### Fin de vie (1963-1984)

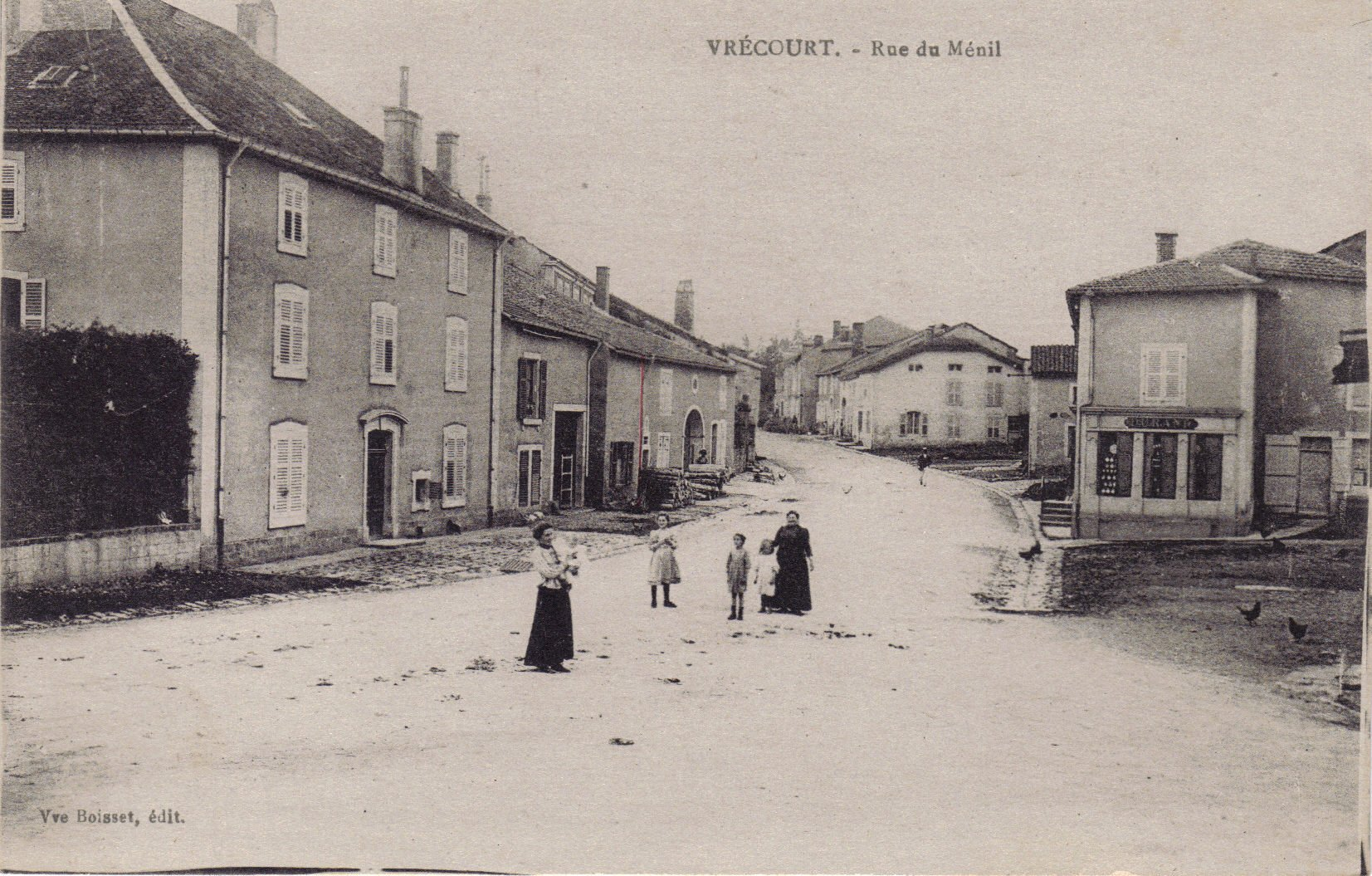
Maison familiale du général Jacquot à Vrécourt.

Le 16 juin 1963, le général Jacquot passe en deuxième section du cadre des officiers généraux (cadre de réserve). Il est cependant maintenu en activité dans ses fonctions par le président Charles de Gaulle jusqu’au 16 décembre 1963, puis jusqu'au 21 décembre 1963. Il est mis à la disposition du ministre des Armées par Pierre Messmer.
Extrait de l'allocution prononcée par le général Deutz Darragon aux obsèques du général Pierre-Élie Jacquot à Vrécourt, le 2 juillet 1984 :
« Ayant accompli 43 ans de services exceptionnels, titulaire de 9 citations dont 4 à l'ordre de l'Armée, 4 fois blessé au combat, l'heure de la retraite arrive, à la fin de l'année 1963. Après avoir tenu si longtemps le devant de la scène, vous rentrez dans le rang, avec une dignité exemplaire, ne quémandant ni prébendes, ni postes honorifiques.

Et votre vie se partage équitablement entre Vrécourt et Paris. À Paris, beaucoup vous consultent. Vous donnez vos avis à ceux qui les sollicitent. Vos interlocuteurs privilégiés sont les présidents Daladier, Félix Gaillard, Pierre Mendès France, André Malraux, Emmanuel Berl. Les amis de toujours : Arago, Monseigneur Badré, Legueu, le général Costa de Beauregard, les anciens de la brigade Alsace-Lorraine : Bernard Metz, Diener-Ancel, Dopff, etc.
Peu à peu, beaucoup disparaissent, vous laissant chaque fois un peu plus seul.
Depuis la fin de 1983, on perçoit chez vous une certaine lassitude - comme le marin après une longue et dure traversée. Vous aspirez à « poser votre sac ».
Lucide, vous savez que la vieillesse est un naufrage - ce naufrage vous ne pouvez l'admettre.
Aussi quand la maladie survient, vous l'accueillez presque avec soulagement. Elle sera votre complice, vous permettant d'échapper aux déchéances que vous redoutez.
Pour la première fois de votre vie, vous refusez de lutter, de résister au sort contraire.
Votre dernière sortie sera pour la réunion annuelle de votre promotion de Saint-Cyr. Un adieu caché à vos derniers amis de jeunesse. C'était le 9 mai.
Ce geste accompli, vous gagnez Vrécourt, ce village vosgien que vous aimez, où vous êtes chez vous.
Dans votre maison familiale, entouré de l'affection des vôtres, du respect et de l'amitié des habitants du village, vous attendez sans crainte le grand départ. Ce sera le 29 juin. »
Le 29 juin 1984, le général d'armée Pierre-Elie Jacquot décède dans son village natal de Vrécourt. Il est inhumé le 2 juillet 1984 dans le caveau familial au cimetière de Vrécourt. Il y repose à côté de ses parents, de son fils, de sa femme, de sa fille (décédée en 2001), et de son gendre, le général Léon George.

## Décorations

### Décorations françaises
- Grand-croix de la Légion d'honneur
- Croix de guerre 1939–1945 (9 citations)
- Croix de guerre des Théâtres d'opérations extérieurs (avec palme et étoile d'argent)
- Médaille de la Résistance française

## Publications
- Essai de stratégie occidentale (chimères ou réalités), préface d'André Malraux, Gallimard, 1953, 202 p.
- La stratégie périphérique devant la bombe atomique, un dangereux crépuscule - que faire ?, Gallimard, 1954, 230 p.

## Sources et bibliographie
Les documents ayant servi pour l'écriture de cet article sont principalement issus des archives personnelles du général Jacquot, à savoir :
- Rapport de campagne écrit pour le général Bineau par le chef de bataillon Jacquot, juillet-août 1940, Bergerac.
- Rapport du chef de bataillon Jacquot sur les événements du 19 juin 1940, août 1940, Bergerac.
- Compte-rendu des opérations auxquelles la 47e D.I. a pris part du 1er au 25 juin 1940, colonel Marchand, juillet 1940.
- Déposition écrite faite par le commandant Jacquot pour le général Watteau, Sténo manuscrite de son interrogatoire par le Président Caous (Procès de Riom).
- Note sur les rapports entre le général Frère et le chef de bataillon Jacquot, 1944.
- Note sur le rôle du général Jacquot dans l'O.R.A et l'A.S, rapport non signé, archive de l'ORA, transmis par le général Roidot en 1989.
- Les partisans dans la bataille en Corrèze, Dordogne et Lot, colonel Jacquot, août 1944, non publié.
- Rapport du commandant de Metz au sujet des conditions dans lesquelles ont été obtenues les capitulations des places de Brive et Tulle, lieutenant-colonel de Metz, août 1944.
- Rapport du lieutenant-colonel Jacquot sur les événements qui ont amené la capitulation des garnisons allemandes de Brive et de Tulle, lieutenant-colonel Jacquot, août 1944.
- Recueil édité pour le XXXIIe congrès national des anciens de la Brigade Alsace-Lorraine, Strasbourg, mai 1978 (reprise de l'ouvrage de 1948).
- Carnet de marche de la brigade Alsace-Lorraine, colonel Jacquot, septembre-octobre 1944.
- Rapport du lieutenant-colonel Jacquot sur les opérations de la Brigade Alsace-Lorraine sur l'axe col des Fourches - Château Lambert, octobre 1944.
- Mémoire déposé pour devenir Compagnon de la Libération, colonel Jacquot, novembre 1944.

Autres sources :
- Olivier Todd, André Malraux, une vie, Gallimard, 2001.
- Léon Mercadet, La brigade Alsace-Lorraine, Grasset, 1984.
- Daniel Froville, Pierre Bockel, l'aumônier de la liberté, La Nuée Bleue, 2012.
- Daniel Froville, La Brigade Alsace-Lorraine : Les hommes du NON du Colonel Malraux, Jérôme Do. Bentzinger Éditeur, 2016.